# Astralium heimburgi
Astralium heimburgi là một loài ốc biển thuộc họ Turbinidae.  

## Mô tả
Loài này có kích thước vỏ thay đổi từ 20 mm đến 25 mm. 

## Phân bổ
Loài ốc biển này xuất hiện ở ngoài khơi Nhật Bản và Indonesia .